# Arthroleptidae
Los artroléptidos (Arthroleptidae) son una familia de anfibios del orden Anura que habitan en el África subsahariana. Son anuros terrestres pequeños (menos de cuatro centímetros) encontrados principalmente en el suelo de los bosques. El grupo forma un clado (Afrobatrachia) que incluye a las familias Brevicipitidae, Hyperoliidae y Hemisotidae.

## Taxonomía
Arthroleptidae comprende tres subfamilias y ocho géneros según ASW:
| Subfamilia                  | Espe- cies                      | Género                   |
| --------------------------- | ------------------------------- | ------------------------ |
| Arthroleptinae Mivart, 1869 |                                 |                          |
| 47                          | Arthroleptis Smith, 1849        |                          |
| 19                          | Cardioglossa Boulenger, 1900    |                          |
| Astylosterninae Noble, 1927 |                                 |                          |
| 12                          | Astylosternus Werner, 1898      |                          |
| 15                          | Leptodactylodon Andersson, 1903 |                          |
| 1                           | Nyctibates Boulenger, 1904      |                          |
| 1                           | Scotobleps Boulenger, 1900      |                          |
| 1                           | Trichobatrachus Boulenger, 1900 |                          |
| Leptopelinae Laurent, 1972  | 53                              | Leptopelis Günther, 1859 |